# Manuel Chang
Manuel Chang (22 de agosto de 1955, provincia de Gaza, África Oriental Portuguesa) es un político mozambiqueño perteneciente al partido FRELIMO y economista. Entre los años 2005 a 2015 se desempeñó como Ministro de Economía y Finanzas de Mozambique en el gabinete del presidente Armando Guebuza. Reemplazó a Luísa Diogo como Ministra de Hacienda en febrero de 2005. Su labor como ministro de Hacienda estuvo entrelazada con el escándalo de deuda llamado como el caso das dividas ocultas, conocido en inglés con el nombre de tunabonds.
Se teoriza que todo este caso de corrupción le costó a Mozambique 11 mil millones de dólares, casi todo el PIB del país en 2016, y casi 2 millones de personas se vieron empujadas a la pobreza.
En enero de 2015, el presidente Filipe Nyusi asumió el cargo, y reemplazó a Chang como ministro de Finanzas con Adriano Maleiane.

## Casos de corrupción

### Escándalo de la deuda
En esos tiempos era Ministro de Economía y Finanzas de Mozambique en el gabinete del presidente Armando Guebuza. (individuo "C") Él fue quien firmó y aprobó los avales para el préstamo, y los colocó a nombre del gobierno de Mozambique. Afirmó que violó las leyes sabiendo que era ilegal. Afirmó que lo hizo porque burócratas del Servicios de Seguridad e Información del Estado (de Mozambique) le convencieron cuando le explicaron que era un asunto de seguridad nacional. Este caso de corrupción es conocido como el caso das dividas ocultas.
Se apunta a que el origen de esta trama de corrupción se remonta a 2009, momento en el que se descubrió gas en Mozambique. Dos años después, Privinvest, empresa dedicada al rubro naval,  presentó a los funcionarios un ambicioso proyecto para proteger las costas del país. En este plan, se planteaba usar radares, patrulleros, y barcos atuneros. Jean Boustani, agente de Prinvest, arregló, en un primer momento, sobornos por valor de 50 millones de dólares. Boustani señala como "jugadores cuyos intereses debían ser atendidos" al "ministerio de defensa, el ministerio del interior, la fuerza aérea, etc". Luego realizaría más sobornos. En el esquema participarían los bancos de inversión Credit Suisse y VTB.
Entre 2013 y 2014, tres empresas recién establecidas asumieron una deuda de 2200 millones de dólares. Estas tres empresas mozambiqueñas de propiedad estatal para explotar los recursos marinos del país eran: 
- Proindicus debía realizar vigilancia costera,
- Ematun debía dedicarse a la pesca de atún y
- MAM debía construir y mantener astilleros.[8]

Los problemas de deuda comenzaron en 2013, cuando la empresa de construcción naval y de construcción en alta mar con sede en Abu Dabi, Privinvest, obtuvo un contrato de US$366 millones con Proindicus, financiado con préstamos del FMI. Los préstamos para este y otros proyectos marinos fueron solicitados por el Servicio de Información y Seguridad del Estado (SISE). Como confirmó el ministro de Finanzas Chang a los banqueros suizos, los ingresos de un préstamo estatal deben pagarse a un corredor comercial en lugar de al Banco Central de Mozambique. Chang garantizó préstamos, que eran ilegales según la ley de Mozambique, y mantuvo estos préstamos en secreto incluso para otros miembros del gabinete.
En 2016, un incumplimiento de los eurobonos emitidos por el gobierno de Mozambique para ocultar estos y otros préstamos impagos atrajo por primera vez estas acciones a la atención pública. Poco después, el gobierno de Mozambique reconoció la gran deuda que había adquirido, lo que provocó una crisis económica en Mozambique. La moneda del país perdió un tercio de su valor, la inflación se disparó. A fines de 2019, el gobierno de Mozambique renegociación su la deuda soberana, lo que le permitió volver a los mercados financieros internacionales.
Su juicio aún no se lleva a cabo, ya que no ha podido ser extraditado de Sudáfrica. Estados Unidos y Mozambique han pelado por extraditarlo.  Mozambique ya acabó las apelaciones, ya que el Tribunal constitucional revisó el caso por segunda vez. Será extraditado a Estados unidos, contra los deseos del Gobierno de Mozambique.

### Caso Odebrecht en Mozambique
El 28 de noviembre de 2022 la Oficina Central de Lucha contra la Corrupción (GCCC) de Mozambique acusó a Manuel Chang de facilitar obras del contratista brasileño Odebrecht en Nacala y Beira.

## Juicio por elcaso dividas ocultas

### Acusación
El 19 de diciembre de 2018, un gran jurado en el Distrito Este de Nueva York emitió una acusación a varios implicados en el caso de corrupción, ya que el fraude y el lavado de dinero afectó a inversionistas de los Estados Unidos. En esta acusación, a Manuel Chang se le acusa de:
- conspiración para cometer fraude electrónico
- conspiración para cometer fraude de valores
- conspiración para cometer lavado de dinero.

En diciembre de 2018, el tribunal de primera instancia de Pretoria autorizó el arresto de Chang de conformidad con la Ley de extradición. Chang fue interceptado en el Aeropuerto Internacional de Johannesburgo de Johannesburgo en Sudáfrica, mientras planeaba dirigirse a Dubái. Chang fue arrestado a pedido de Estados Unidos por las autoridades sudafricanas el 29 de diciembre de 2018. La captura de Manuel Chang fue el inicio de un largo proceso judicial, ya van 4 años.

### Trámites para su extradición
Chang fue arrestado en diciembre de 2018 en Sudáfrica por su participación en el desvío de fondos de préstamos, según una acusación en los Estados Unidos.  Su extradición a los EE. UU. se retrasó porque el gobierno de Mozambique también presentó una solicitud de extradición concurrente.
El 29 de enero de 2019  Estados Unidos presentó una solicitud de extradición 
El 1 de febrero de 2019, el gobierno de Mozambique presentó su solicitud de extradición.
Ante estas dos solicitudes de extradición, el 21 de mayo de 2019, el entonces ministro de Justicia, Michael Masutha, decidió que los acusados debían ser extraditados a Mozambique, y no a Estados Unidos.
Frente a esta resolución, la  organización no gubernamental mozambiqueña Fórum de Monitoria do Orçamento (FMO) presentó una solicitud judicial donde pedía que se revocara esa decisión, ya que Chang tenía inmunidad, y en Mozambique no podría ser juzgado.
Michael Masutha dejó de ser ministro de justicia. Le sucedió Ronald Lamola. Lamola anuló la sentencia durante un mes mientras buscaba asesoramiento legal sobre a qué país debería extraditarse a Chang. La decisión de Lamola fue fechada el 23 de agosto de 2021. En esta decidió que Chang sea extraditado a Mozambique. Lamola dijo que Chang no era inmune al enjuiciamiento en Mozambique.
El Fórum de Monitoria do Orçamento apeló la decisión. 
El 10 de noviembre de 2021, el Tribunal Superior de Gauteng en Johannesburgo representado por la jueza Margaret Victor, anuló la decisión del ministro de Justicia de Sudáfrica, Ronald Lamola. Chang ya no sería extraditado a Mozambique, sino a los Estados Unidos.
Mozambique presentó entonces una solicitud al Tribunal Constitucional para apelar la sentencia. El gobierno de Mozambique, en especial, La Procuraduría General de la República de Mozambique intentaría retrasar todo lo posible la extradición.
El 7 de junio de 2022, la Corte Constitucional de Sudáfrica rechazó la solicitud de apelación. Mozambique presentó otra vez una solicitud al Tribunal Constitucional para apelar la sentencia. 
El 25 de mayo de 2023, el Tribunal Constitucional de Sudáfrica (ConCourt) ha dictado “el cese de los recursos” de Mozambique contra la extradición de su exministro de Hacienda Manuel Chang a los Estados Unidos de América. La sentencia fue dada por unanimidad. Manuel Chang, detenido en Sudáfrica desde 2018 será extraditado a USA, y no a Mozambique. El tribunal determinó que la decisión de extraditar a Chang a Mozambique no era válida ya que el acusado aún gozaba de inmunidad en Mozambique.
El 8 de junio, tal como esta fechado en una carta al juez, el abogado de Manuel Chang afirma que la "privación de la libertad del señor Chang ha violado la Sexta Enmienda de la Constitución de los Estados Unidos". Busca que se respeten sus derechos humanos ya que afirma que el señor Chang ha pasado el exceso de carcelería.
De momento, este juicio le ha costado a Mozambique, un país con PBI per cápita de 491,84 dólares, 3 millones de dólares en costos.
Aún no es extraditado. (12-jun-2023)